# John Simon, 2. Viscount Simon
John Gilbert Simon, 2. Viscount Simon GSCI GCVO OBE PC,  (* 2. September 1902 in Guildford, Surrey; † 5. Dezember 1993) war ein britischer Peer und Politiker.

## Leben und Karriere
Simon wurde am 2. September 1902 als Sohn von John Allsebrook Simon, 1. Viscount Simon und dessen Frau Ethel Mary Venables, die kurz darauf verstarb, in Guildford geboren.
Er wurde später Vorsitzender (Chairman) der Port of London Authority.

## Mitgliedschaft im House of Lords
Simon erbte 1954 nach dem Tod seines Vaters dessen Titel als Viscount Simon und den damals damit verbundenen Sitz im House of Lords. Seine Antrittsrede hielt er am 11. März 1958 zur Water Bill. Außerdem sprach er Ende der 1950er unter anderem noch zur Handelsmarine und zur britischen Bahn.
Er nahm regelmäßig an Debatten im Oberhaus teil.
In den 1960er Jahren meldete er sich zur Schifffahrtsindustrie, der höheren Bildung und der Reorganisation der Häfen zu Wort. Simon sprach in den 1970er Jahren zum Verhältnis des Vereinigten Königreichs zur damaligen EG, Entwürfe zur nordirischen Verfassung und alternativen Energieressourcen sowie Strukturschwächen in ländlichen Gebieten. 
In den 1980er Jahren sprach er zur Verteidigungspolitik, der National Heritage Bill, der Police and Criminal Evidence Bill und der Merchant Shipping Bill. Zuletzt meldete er sich am 20. Juli 1988, im Alter von fast 86 Jahren, zu Wort.

## Familie und Tod
Er heiratete am 22. Dezember 1930 Maud Christie Hunt († 6. Februar 2000), die Tochter von William Stanley Hunt. Sie hatten zusammen zwei Kinder, einen Sohn und eine Tochter.
Simon starb am 5. Dezember 1993 im Alter von 91 Jahren. Seine Tochter Gemma Louise Simon starb im darauffolgenden Jahr. Seinen Titel erbte sein Sohn als David Simon, 3. Viscount Simon.